# Nariman Akhundzade
Pour les articles homonymes, voir Akhundzade.
Nariman Akhundzade, né le 23 avril 2004 à Bakou en Azerbaïdjan, est un footballeur international azerbaïdjanais. Il évolue au poste d'ailier droit au Qarabağ FK.

## Biographie

### En club
Né à Bakou en Azerbaïdjan, Nariman Akhundzade est formé par le Qarabağ FK, où il commence sa carrière professionnelle. Il joue son premier match le 30 octobre 2022, lors d'une rencontre de championnat face au Shamakhi FK. Il entre en jeu à la place de Filip Ozobić (en) et son équipe s'impose par quatre buts à zéro,.
Le 22 février 2024, Akhundzade est buteur lors du match retour du barrages de la phase à élimination directe de la Ligue Europa 2023-2024 face au SC Braga. Malgré la défaite de son équipe (2-3 après prolongations), son but permet à son équipe de se qualifier, le Qarabağ FK s'imposant six à cinq sur la double confrontation aller-retour. Il s'agit d'un but important puisqu'il permet ainsi à son club de se qualifier pour la première fois de son histoire pour les huitièmes de finale d'une compétition européenne.

### En sélection
Nariman Akhundzade joue avec l'équipe d'Azerbaïdjan des moins de 19 ans, marquant deux buts en six matchs, tous en 2022.
Nariman Akhundzade honore sa première sélection avec l'équipe nationale d'Azerbaïdjan le 19 novembre 2023 contre la Belgique. Il entre en jeu à la place de Mahir Emreli et son équipe est battue par cinq buts à zéro.

## Palmarès
Qarabağ FK
- Championnat d'Azerbaïdjan (2) :
  - Champion : 2022-2023 et 2023-2024
- Coupe d'Azerbaïdjan (1) :
  - Vainqueur: 2023-2024